# Mattias Öhlund
Kenneth Mattias Öhlund, född 9 september 1976 i Piteå, är en svensk före detta professionell ishockeyspelare som sist spelade för NHL-laget Tampa Bay Lightning. Han spelade också 11 år i Vancouver Canucks.

## Karriär
Mattias Ölund var Vancouver Canucks första val i NHL-draften 1994, som 13:e spelare totalt. Under några säsonger kunde han inte spela i NHL på grund av att Vancouvers general manager Pat Quinn och Öhlunds agent inte kom överens om ett kontrakt. Han spelade istället säsongerna 1994–95 till 1996–97 i Elitserien med Luleå HF och var bland annat med om att bärga Luleås första SM-guld. Sommaren 1997 gav Toronto Maple Leafs Öhlund ett kontraktserbjudande som Vancouver var tvungna att matcha om de inte ville mista NHL-rättigheterna till honom.
Ölund gjorde sin NHL-debut i två matcher i Japan mot Mighty Ducks of Anaheim. Under sin första säsong i NHL delade han och Jyrki Lumme på förstaplatsen i klubbens interna mål- och poängliga för backar, och Öhlund blev även utsedd till lagets bäste back. Han röstades även fram som nummer två till Calder Trophy som ligans bästa rookie.
Under fyra av de elva säsonger som Ölund spelade i Vancouver valdes han till lagets bäste back och är också den försvarsspelare som gjort flest mål och poäng genom tiderna i Vancouver-tröjan.
Sommaren 2009 skrev Ölund på ett sjuårskontrakt med Tampa Bay Lightning. Där var han tänkt att ge stadga åt lagets defensiv och samtidigt agera mentor för jättelöftet Victor Hedman. Under sin första säsong i Tampa Bay gjorde Öhlund inga mål, vilket var första gången som han gick mållös från en grundserie, men noterade 13 assist på 67 matcher och hade i särklass mest istid i laget, 22 minuter och 49 sekunder i genomsnitt per match.
Ölund har även representerat Sverige i ett flertal internationella turneringar, med början i tre raka juniorvärldsmästerskap år 1994-1996. Facit från de turneringarna blev silver 1994, brons 1995 och silver 1996. År 1996 blev han även utsedd till turneringens bäste back. Han har även medverkat i tre världsmästerskap och erövrat alla medaljvalörer - i tur och ordning silver 1997, guld 1998 och brons 2001. Ölund har även spelat i fyra raka olympiska spel - 1998, 2002, 2006 och 2010 - med OS-guldet 2006 som höjdpunkt, även om han där skadade sig innan finalen mot Finland. Han var även med som back i World Cup 2004.
Den 1 juli 2016 gick Ölunds långtidskontrakt ut och han kunde officiellt förklara att han lagt av. I praktiken slutade han redan 2011 på grund av långvariga skadebekymmer, men kunde inte göra det officiellt utan att bryta kontraktet och i och med det förlora flera miljoner dollar. 

## Meriter
- J18 EM-guld 1994
- J20 VM-silver 1994
- Vancouver Canucks förstaval, 13:e totalt, i NHL-draften 1994
- J20 VM-brons 1995
- J20 VM-silver 1996 (uttagen till All Star Team och vald till turneringens bästa back)
- SM-Guld 1996
- Årets junior 1996
- VM-silver 1997
- NHL All-Rookie Team 1998
- VM-guld 1998
- NHL All-Star Game 1999
- VM-brons 2001
- OS-guld 2006
- Invald i Piteå Wall of Fame 2006

## Klubbar
- Piteå HC 1992–93 – 1993–94
- Luleå HF 1994–95 – 1996–97, 2004–05
- Vancouver Canucks 1997–98 – 2003–04, 2005–06 – 2008–09
- Tampa Bay Lightning 2009–2011

### Fotnoter
1. ↑  Karin Skogh (3 mars 2009). ”Öhlund beredd att lämna Vancouver”. Expressen. http://www.expressen.se/sport/ohlund-beredd-att-lamna-vancouver/. Läst 14 april 2016.